# Hortus Bulborum
El Jardín botánico de bulbos en latín : Hortus Bulborum holandés : Stichting Hortus Bulborum, es un jardín botánico especializado en las variedades de las plantas bulbosas que se cultivan en la zona de la provincia holandesa de Holanda Septentrional, Holanda. 

## Localización
Hortus Bulborum Zuidkerkenlaan Limmen Castricum; Noord-Holland-Holanda Septentrional Netherlands-Holanda.
Planos y vistas satelitales.52°33′50″N 4°41′35″E / 52.56389, 4.69306

## Historia
Este jardín botánico se creó para conservar las variedades antiguas de bulbos, que se han cultivado desde hace varias centurias en la zona, para evitar la pérdida genética ante el cultivo de nuevas variedades que las han desplazado.

## Colecciones
La colección contiene más de 3500 especies y variedades cultivares diferentes de plantas de bulbo. 
Incluye más de 2.500 tulipanes, 120 jacintos, unos 800 narcisos, más de 20 especies de iris, 50 especies de crocus y cerca de 20 Fritillarias diferentes. 
El tulipán cultivado más antiguo en la colección, son los tulipanes simples de floración temprana "'Duc van Tol Red and Yellow" que data de 1595. 
La variedad de narciso cultivado más antigua, el doble "Kamper Elle", también conocido como "Alba Odorus Plenus", han existido desde 1601. 
La Fritillaria más antigua: F. imperialis 'Prolifera' (corona imperial) que incluso en 1577 ya estaban catalogados. 